# Seznam českých šlechtických rodů, O
Tento seznam obsahuje výčet šlechtických rodů, které byly v minulosti spjaty s Českým královstvím Podmínkou uvedení je držba majetku, která byla v minulosti jedním z hlavních atributů šlechty, případně, zejména u šlechty novodobé, jejich služby ve státní správě na území Českého království či podnikatelské aktivity. Platí rovněž, že u šlechty, která nedržela konkrétní nemovitý majetek, jsou uvedeny celé rody, tj. rodiny, které na daném území žily alespoň po dvě generace, nejsou tudíž zahrnuti a počítáni za domácí šlechtu jednotlivci, kteří zde vykonávali pouze určité funkce (politické, vojenské apod.) po přechodnou či krátkou dobu. Nejsou rovněž zahrnuti církevní hodnostáři z řad šlechty, kteří pocházeli ze šlechtických rodů z jiných zemí.

## O
- Obytečtí z Obytec
- Oettingenové
- Oettingen-Wallersteinové[1]
- Ojířové z Očedělic
- Ojířové z Protivce
- Okrouhličtí z Kněnic
- Oppersdorfové z Oppersdorfu
- Opršalové z Jetřichovic
- Osečtí z Osecka
- Ostroměřský z Rokytníka
- Otičtí z Otic
- Otmarové z Holohlav
- Ottové z Losu